# 김관식 (성우)
김관식(金寬植)은 대한민국의 성우이다. 1976년 MBC에 입사했으며, 현재는 MBC 7기이다. 문화방송 성우극회 소속.

## 주요 출연작품

### 게임
- 요정전설 - 크렙스쿠름(스승)

### 드라마
- 질투 - 성득홍 차장